# القصر الجديد (موي)
القصر الجديد هو دُوَّار يقع بجماعة تاديغوست، إقليم الرشيدية، جهة درعة تافيلالت في المملكة المغربية. ينتمي الدوّار لمشيخة موي التي تضم دوارين. يقدر عدد سكانه بـ 923 نسمة حسب الإحصاء الرسمي للسكان والسكنى لسنة 2004.

## روابط خارجية
- البوابة الوطنية للجماعات الترابية
- المندوبية السامية للتخطيط